# Prepotelus curtus
Prepotelus curtus är en spindelart som beskrevs av Ledoux 2004. Prepotelus curtus ingår i släktet Prepotelus och familjen krabbspindlar.
Artens utbredningsområde är Réunion. Inga underarter finns listade i Catalogue of Life.